# Lasiophila diducta
Lasiophila diducta är en fjärilsart som beskrevs av Otto Thieme 1906. Lasiophila diducta ingår i släktet Lasiophila och familjen praktfjärilar. Inga underarter finns listade i Catalogue of Life.